# Kárpino
Kárpino är en ort i Grekland.   Den ligger i prefekturen Nomós Ártas och regionen Epirus, i den centrala delen av landet, 250 km nordväst om huvudstaden Aten. Kárpino ligger 947 meter över havet och antalet invånare är 119.
Terrängen runt Kárpino är bergig åt nordost, men åt sydväst är den kuperad. Runt Kárpino är det glesbefolkat, med 10 invånare per kvadratkilometer. Närmaste större samhälle är Kompóti, 18,7 km sydväst om Kárpino. 